# Longin de Sélinonte
Longin de Sélinonte (latin : Longinus Selinuntius né à Selinus en Isaurie (auj Gazipaşa, Turquie) au début du Ve siècle - mort en 498) est un dirigeant militaire isaurien de la guerre isaurienne de 492-497.

## Biographie
On ne connaît pas grand-chose au sujet de la vie de Longin, à part le fait qu'il est né dans la ville isaurienne de Selinus. Il a été l'un des chefs de file de la révolte isaurienne qui a éclaté après la nomination du haut fonctionnaire Anastase Ier en tant que successeur de l'empereur de Zénon, empereur byzantin de 474 à 475 et 476 à 491. Après deux défaites majeures (en 492 et en 493), les rebelles isauriens se sont,  à partir de 494 et jusqu'en 497, enfermés dans leurs forteresses des montagnes isauriennes, où ils recevaient de l'approvisionnement de Longin par le port d'Antioche.
En 497, la guerre s'est terminée avec la mort de ses dirigeants, et un an plus tard, Longin a été capturé à Antioche Lamotis par le général romain Jean le Bossu, envoyé à Constantinople pour être exhibé lors de la célébration de victoire Anastase, puis torturé et décapité à Nicée en Bithynie.